# تسک جاوه‌ای
تِسِک جاوه‌ای (نام علمی: Tesia superciliaris) نام یک گونه از سرده تسک‌ها است.